# Lanceoppia madagascarensis
Lanceoppia madagascarensis är en kvalsterart som beskrevs av Sandór Mahunka 2002. Lanceoppia madagascarensis ingår i släktet Lanceoppia och familjen Oppiidae. Inga underarter finns listade i Catalogue of Life.